# غواصة يو-60
يو-60 هي غواصة تابعة للإمبراطورية الألمانية خدمت مع 329 غواصة في البحرية الإمبراطورية الألمانية أثناء الحرب العالمية الأولى. شاركت في الحرب البحرية في الحرب العالمية الأولى خلال معركة الأطلسي الأولى.